# Championnat de France de football 1903 (USFSA)
Navigation
Championnat 1902 Championnat 1904
Le Championnat de France de football USFSA 1903 met aux prises les champions régionaux de l'USFSA.

## Championnat de France

### Participants
Les neuf participants sont les vainqueurs des championnats régionaux.
| Championnat     | Champion                           | Part. | Titres |
| --------------- | ---------------------------------- | ----- | ------ |
| Nord-Ouest      | Union athlétique du Lycée Malherbe | 1er   | 0      |
| Bretagne        | Football Club rennais              | 1er   | 0      |
| Centre-Est      | Sport athlétique sézannais         | 2e    | 0      |
| Littoral        | Olympique de Marseille             | 1er   | 0      |
| Haute-Normandie | Le Havre Athletic Club             | 5e    | 2      |
| Nord            | Racing Club roubaisien             | 2e    | 1      |
| Paris           | Racing Club de France              | 2e    | 0      |
| Picardie        | Amiens Athlétic Club               | 1er   | 0      |
| Sud-Ouest       | Stade bordelais Université Club    | 1er   | 0      |

### Tableau
Tableau.
|  | Tour préliminaire      | Tour préliminaire      | Tour préliminaire      | Tour préliminaire      |   |   | Quarts de finale       | Quarts de finale       | Quarts de finale       | Quarts de finale       |  |  | Demi-finales       | Demi-finales       | Demi-finales       | Demi-finales       |  |  | Finale                                     | Finale                                     | Finale                                     | Finale                                     |
|  |                        |                        |                        |                        |   |   |                        |                        |                        |                        |  |  |                    |                    |                    |                    |  |  |                                            |                                            |                                            |                                            |
|  | 15 mars 1903, Toulouse | 15 mars 1903, Toulouse | 15 mars 1903, Toulouse | 15 mars 1903, Toulouse |   |   | 22 mars 1903, Bordeaux | 22 mars 1903, Bordeaux | 22 mars 1903, Bordeaux | 22 mars 1903, Bordeaux |  |  | 29 mars 1903, Caen | 29 mars 1903, Caen | 29 mars 1903, Caen | 29 mars 1903, Caen |  |  | 5 avril 1903, Paris / 19 avril 1903, Lille | 5 avril 1903, Paris / 19 avril 1903, Lille | 5 avril 1903, Paris / 19 avril 1903, Lille | 5 avril 1903, Paris / 19 avril 1903, Lille |
|  | Stade bordelais UC     | Stade bordelais UC     | tp                     | tp                     |   |   | 22 mars 1903, Bordeaux | 22 mars 1903, Bordeaux | 22 mars 1903, Bordeaux | 22 mars 1903, Bordeaux |  |  | 29 mars 1903, Caen | 29 mars 1903, Caen | 29 mars 1903, Caen | 29 mars 1903, Caen |  |  | 5 avril 1903, Paris / 19 avril 1903, Lille | 5 avril 1903, Paris / 19 avril 1903, Lille | 5 avril 1903, Paris / 19 avril 1903, Lille | 5 avril 1903, Paris / 19 avril 1903, Lille |
|  | Stade bordelais UC     | Stade bordelais UC     | tp                     | tp                     |   |   | 22 mars 1903, Bordeaux | 22 mars 1903, Bordeaux | 22 mars 1903, Bordeaux | 22 mars 1903, Bordeaux |  |  | 29 mars 1903, Caen | 29 mars 1903, Caen | 29 mars 1903, Caen | 29 mars 1903, Caen |  |  | 5 avril 1903, Paris / 19 avril 1903, Lille | 5 avril 1903, Paris / 19 avril 1903, Lille | 5 avril 1903, Paris / 19 avril 1903, Lille | 5 avril 1903, Paris / 19 avril 1903, Lille |
|  | Olympique de Marseille |                        |                        |                        |   |   | 22 mars 1903, Bordeaux | 22 mars 1903, Bordeaux | 22 mars 1903, Bordeaux | 22 mars 1903, Bordeaux |  |  | 29 mars 1903, Caen | 29 mars 1903, Caen | 29 mars 1903, Caen | 29 mars 1903, Caen |  |  | 5 avril 1903, Paris / 19 avril 1903, Lille | 5 avril 1903, Paris / 19 avril 1903, Lille | 5 avril 1903, Paris / 19 avril 1903, Lille | 5 avril 1903, Paris / 19 avril 1903, Lille |
|  | Stade bordelais UC     | Stade bordelais UC     | 0                      | 0                      |   |   |                        |                        |                        |                        |  |  | 29 mars 1903, Caen | 29 mars 1903, Caen | 29 mars 1903, Caen | 29 mars 1903, Caen |  |  | 5 avril 1903, Paris / 19 avril 1903, Lille | 5 avril 1903, Paris / 19 avril 1903, Lille | 5 avril 1903, Paris / 19 avril 1903, Lille | 5 avril 1903, Paris / 19 avril 1903, Lille |
|  | Stade bordelais UC     | Stade bordelais UC     | 0                      | 0                      |   |   |                        |                        |                        |                        |  |  | 29 mars 1903, Caen | 29 mars 1903, Caen | 29 mars 1903, Caen | 29 mars 1903, Caen |  |  | 5 avril 1903, Paris / 19 avril 1903, Lille | 5 avril 1903, Paris / 19 avril 1903, Lille | 5 avril 1903, Paris / 19 avril 1903, Lille | 5 avril 1903, Paris / 19 avril 1903, Lille |
|  |                        |                        | RC France              | RC France              | 5 | 5 |                        |                        |                        |                        |  |  | 29 mars 1903, Caen | 29 mars 1903, Caen | 29 mars 1903, Caen | 29 mars 1903, Caen |  |  | 5 avril 1903, Paris / 19 avril 1903, Lille | 5 avril 1903, Paris / 19 avril 1903, Lille | 5 avril 1903, Paris / 19 avril 1903, Lille | 5 avril 1903, Paris / 19 avril 1903, Lille |
|  |                        |                        |                        |                        | 5 | 5 |                        |                        |                        |                        |  |  | 29 mars 1903, Caen | 29 mars 1903, Caen | 29 mars 1903, Caen | 29 mars 1903, Caen |  |  | 5 avril 1903, Paris / 19 avril 1903, Lille | 5 avril 1903, Paris / 19 avril 1903, Lille | 5 avril 1903, Paris / 19 avril 1903, Lille | 5 avril 1903, Paris / 19 avril 1903, Lille |
|  |                        | 22 mars 1903, Laval    |                        |                        |   |   |                        |                        |                        |                        |  |  | 29 mars 1903, Caen | 29 mars 1903, Caen | 29 mars 1903, Caen | 29 mars 1903, Caen |  |  | 5 avril 1903, Paris / 19 avril 1903, Lille | 5 avril 1903, Paris / 19 avril 1903, Lille | 5 avril 1903, Paris / 19 avril 1903, Lille | 5 avril 1903, Paris / 19 avril 1903, Lille |
|  |                        |                        |                        |                        |   |   |                        |                        |                        |                        |  |  | 29 mars 1903, Caen | 29 mars 1903, Caen | 29 mars 1903, Caen | 29 mars 1903, Caen |  |  | 5 avril 1903, Paris / 19 avril 1903, Lille | 5 avril 1903, Paris / 19 avril 1903, Lille | 5 avril 1903, Paris / 19 avril 1903, Lille | 5 avril 1903, Paris / 19 avril 1903, Lille |
|  | RC France              | RC France              | 5                      | 5                      |   |   |                        |                        |                        |                        |  |  |                    |                    |                    |                    |  |  | 5 avril 1903, Paris / 19 avril 1903, Lille | 5 avril 1903, Paris / 19 avril 1903, Lille | 5 avril 1903, Paris / 19 avril 1903, Lille | 5 avril 1903, Paris / 19 avril 1903, Lille |
|  | RC France              | RC France              | 5                      | 5                      |   |   |                        |                        |                        |                        |  |  |                    |                    |                    |                    |  |  | 5 avril 1903, Paris / 19 avril 1903, Lille | 5 avril 1903, Paris / 19 avril 1903, Lille | 5 avril 1903, Paris / 19 avril 1903, Lille | 5 avril 1903, Paris / 19 avril 1903, Lille |
|  |                        |                        | UA Lycée Malherbe      | UA Lycée Malherbe      | 1 | 1 |                        |                        |                        |                        |  |  |                    |                    |                    |                    |  |  | 5 avril 1903, Paris / 19 avril 1903, Lille | 5 avril 1903, Paris / 19 avril 1903, Lille | 5 avril 1903, Paris / 19 avril 1903, Lille | 5 avril 1903, Paris / 19 avril 1903, Lille |
|  |                        |                        |                        |                        | 1 | 1 |                        |                        |                        |                        |  |  |                    |                    |                    |                    |  |  | 5 avril 1903, Paris / 19 avril 1903, Lille | 5 avril 1903, Paris / 19 avril 1903, Lille | 5 avril 1903, Paris / 19 avril 1903, Lille | 5 avril 1903, Paris / 19 avril 1903, Lille |
|  |                        | 29 mars 1903           |                        |                        |   |   |                        |                        |                        |                        |  |  |                    |                    |                    |                    |  |  | 5 avril 1903, Paris / 19 avril 1903, Lille | 5 avril 1903, Paris / 19 avril 1903, Lille | 5 avril 1903, Paris / 19 avril 1903, Lille | 5 avril 1903, Paris / 19 avril 1903, Lille |
|  |                        |                        |                        |                        |   |   |                        |                        |                        |                        |  |  |                    |                    |                    |                    |  |  | 5 avril 1903, Paris / 19 avril 1903, Lille | 5 avril 1903, Paris / 19 avril 1903, Lille | 5 avril 1903, Paris / 19 avril 1903, Lille | 5 avril 1903, Paris / 19 avril 1903, Lille |
|  | UA Lycée Malherbe      | UA Lycée Malherbe      | 4                      | 4                      |   |   |                        |                        |                        |                        |  |  |                    |                    |                    |                    |  |  | 5 avril 1903, Paris / 19 avril 1903, Lille | 5 avril 1903, Paris / 19 avril 1903, Lille | 5 avril 1903, Paris / 19 avril 1903, Lille | 5 avril 1903, Paris / 19 avril 1903, Lille |
|  | UA Lycée Malherbe      | UA Lycée Malherbe      | 4                      | 4                      |   |   |                        |                        |                        |                        |  |  |                    |                    |                    |                    |  |  | 5 avril 1903, Paris / 19 avril 1903, Lille | 5 avril 1903, Paris / 19 avril 1903, Lille | 5 avril 1903, Paris / 19 avril 1903, Lille | 5 avril 1903, Paris / 19 avril 1903, Lille |
|  |                        |                        | FC rennais             | FC rennais             | 1 | 1 |                        |                        |                        |                        |  |  |                    |                    |                    |                    |  |  | 5 avril 1903, Paris / 19 avril 1903, Lille | 5 avril 1903, Paris / 19 avril 1903, Lille | 5 avril 1903, Paris / 19 avril 1903, Lille | 5 avril 1903, Paris / 19 avril 1903, Lille |
|  |                        |                        |                        |                        | 1 | 1 |                        |                        |                        |                        |  |  |                    |                    |                    |                    |  |  | 5 avril 1903, Paris / 19 avril 1903, Lille | 5 avril 1903, Paris / 19 avril 1903, Lille | 5 avril 1903, Paris / 19 avril 1903, Lille | 5 avril 1903, Paris / 19 avril 1903, Lille |
|  |                        | 22 mars 1903, Paris    |                        |                        |   |   |                        |                        |                        |                        |  |  |                    |                    |                    |                    |  |  | 5 avril 1903, Paris / 19 avril 1903, Lille | 5 avril 1903, Paris / 19 avril 1903, Lille | 5 avril 1903, Paris / 19 avril 1903, Lille | 5 avril 1903, Paris / 19 avril 1903, Lille |
|  |                        |                        |                        |                        |   |   |                        |                        |                        |                        |  |  |                    |                    |                    |                    |  |  | 5 avril 1903, Paris / 19 avril 1903, Lille | 5 avril 1903, Paris / 19 avril 1903, Lille | 5 avril 1903, Paris / 19 avril 1903, Lille | 5 avril 1903, Paris / 19 avril 1903, Lille |
|  | RC France              | RC France              | 2                      | 1                      |   |   |                        |                        |                        |                        |  |  |                    |                    |                    |                    |  |  |                                            |                                            |                                            |                                            |
|  | RC France              | RC France              | 2                      | 1                      |   |   |                        |                        |                        |                        |  |  |                    |                    |                    |                    |  |  |                                            |                                            |                                            |                                            |
|  |                        |                        | RC roubaisien          | RC roubaisien          | 2 | 3 |                        |                        |                        |                        |  |  |                    |                    |                    |                    |  |  |                                            |                                            |                                            |                                            |
|  |                        |                        |                        |                        | 2 | 3 |                        |                        |                        |                        |  |  |                    |                    |                    |                    |  |  |                                            |                                            |                                            |                                            |
|  |                        |                        |                        |                        |   |   |                        |                        |                        |                        |  |  |                    |                    |                    |                    |  |  |                                            |                                            |                                            |                                            |
|  |                        |                        |                        |                        |   |   |                        |                        |                        |                        |  |  |                    |                    |                    |                    |  |  |                                            |                                            |                                            |                                            |
|  | Le Havre AC            | Le Havre AC            | 3                      | 3                      |   |   |                        |                        |                        |                        |  |  |                    |                    |                    |                    |  |  |                                            |                                            |                                            |                                            |
|  | Le Havre AC            | Le Havre AC            | 3                      | 3                      |   |   |                        |                        |                        |                        |  |  |                    |                    |                    |                    |  |  |                                            |                                            |                                            |                                            |
|  |                        |                        | SA sézannais           | SA sézannais           | 0 | 0 |                        |                        |                        |                        |  |  |                    |                    |                    |                    |  |  |                                            |                                            |                                            |                                            |
|  |                        |                        |                        |                        | 0 | 0 |                        |                        |                        |                        |  |  |                    |                    |                    |                    |  |  |                                            |                                            |                                            |                                            |
|  |                        | 22 mars 1903           |                        |                        |   |   |                        |                        |                        |                        |  |  |                    |                    |                    |                    |  |  |                                            |                                            |                                            |                                            |
|  |                        |                        |                        |                        |   |   |                        |                        |                        |                        |  |  |                    |                    |                    |                    |  |  |                                            |                                            |                                            |                                            |
|  | Le Havre AC            | Le Havre AC            | f                      | f                      |   |   |                        |                        |                        |                        |  |  |                    |                    |                    |                    |  |  |                                            |                                            |                                            |                                            |
|  | Le Havre AC            | Le Havre AC            | f                      | f                      |   |   |                        |                        |                        |                        |  |  |                    |                    |                    |                    |  |  |                                            |                                            |                                            |                                            |
|  |                        |                        | RC roubaisien          |                        |   |   |                        |                        |                        |                        |  |  |                    |                    |                    |                    |  |  |                                            |                                            |                                            |                                            |
|  |                        |                        |                        |                        |   |   |                        |                        |                        |                        |  |  |                    |                    |                    |                    |  |  |                                            |                                            |                                            |                                            |
|  |                        |                        |                        |                        |   |   |                        |                        |                        |                        |  |  |                    |                    |                    |                    |  |  |                                            |                                            |                                            |                                            |
|  |                        |                        |                        |                        |   |   |                        |                        |                        |                        |  |  |                    |                    |                    |                    |  |  |                                            |                                            |                                            |                                            |
|  | RC roubaisien          |                        |                        |                        |   |   |                        |                        |                        |                        |  |  |                    |                    |                    |                    |  |  |                                            |                                            |                                            |                                            |
|  |                        |                        |                        |                        |   |   |                        |                        |                        |                        |  |  |                    |                    |                    |                    |  |  |                                            |                                            |                                            |                                            |
|  |                        |                        | Amiens AC              | Amiens AC              | f | f |                        |                        |                        |                        |  |  |                    |                    |                    |                    |  |  |                                            |                                            |                                            |                                            |
|  |                        |                        |                        |                        | f | f |                        |                        |                        |                        |  |  |                    |                    |                    |                    |  |  |                                            |                                            |                                            |                                            |
|  |                        |                        |                        |                        |   |   |                        |                        |                        |                        |  |  |                    |                    |                    |                    |  |  |                                            |                                            |                                            |                                            |
|  |                        |                        |                        |                        |   |   |                        |                        |                        |                        |  |  |                    |                    |                    |                    |  |  |                                            |                                            |                                            |                                            |
|  |                        |                        |                        |                        |   |   |                        |                        |                        |                        |  |  |                    |                    |                    |                    |  |  |                                            |                                            |                                            |                                            |
|  |                        |                        |                        |                        |   |   |                        |                        |                        |                        |  |  |                    |                    |                    |                    |  |  |                                            |                                            |                                            |                                            |

### Tour préliminaire
- 15 mars 1903
  - À Toulouse. Stade Bordelais UC (tapis vert) Olympique de Marseille

L'OM s'impose sur le terrain par deux buts à un, mais le SBUC pose une réclamation contre le joueur olympien Dubreuil.

### Quarts de finale
Les quarts de finale ont lieu le dimanche 22 mars 1903,,.
- 22 mars 1903
  - À Paris. Le Havre AC 3-0 Sport Athlétique Sézannais
  - À Bordeaux. RC France 5-0 Stade Bordelais UC
  - À Laval. Union Athlétique du Lycée Malherbe 4-1 Football Club Rennais
  - RC Roubaix - Amiens AC (forfait d'Amiens)

### Demi-finales
Les demi-finales ont lieu le dimanche 29 mars 1903,.
- 29 mars 1903
  - À Caen. RC France 5-1 Union Athlétique du Lycée Malherbe
  - RC Roubaix - Le Havre AC (forfait du Havre)

### Finale
La finale a lieu le dimanche 5 avril 1903,.
La finale à rejouer a lieu le dimanche 19 avril 1903,.
| Finale                | RC France                                                                                                 | 2 – 2 a. p. | RC roubaisien                                                                                            |                                                   |                                                   |
| Dimanche 5 avril 1903 | Aghad · Aghad                                                                                             | (–)         | Hargrave · Sartorius                                                                                     | Parc des Princes, Paris Arbitrage : Robert Guérin | Parc des Princes, Paris Arbitrage : Robert Guérin |
| Dimanche 5 avril 1903 | T'Kindt – Allemane, F. Matthey – L. Cardwell, Tunmer, H. Cardwell – Puget, Aghad, Sly, R. Matthey, Biesel | Équipes     | Renaux – Duthoit, Scott – L. Dubly , Peacock, Dubrulle – Parker, A. Dubly, Sartorius, Lefebvre, Hargrave | Parc des Princes, Paris Arbitrage : Robert Guérin | Parc des Princes, Paris Arbitrage : Robert Guérin |

| Finale à rejouer               | RC roubaisien                                                                                              | 3 – 1   | RC France |                                                                                        |                                                                                        |
| Dimanche 19 avril 1903 15 h 00 | · L. Dubly ? · Gadenne · L. Dubly ?                                                                        | (2 – 1) | H. Cardwell | Terrain du Stade roubaisien, Roubaix Spectateurs : Environ 2 000 Arbitrage : Jack Wood | Terrain du Stade roubaisien, Roubaix Spectateurs : Environ 2 000 Arbitrage : Jack Wood |
| Dimanche 19 avril 1903 15 h 00 | Renaux – Duthoit, Scott – L. Dubly , M. Dubly, Dubrulle – Gadenne, A. Dubly, Sartorius, Lefebvre, Hargrave | Équipes | Lemoine – Aghad, F. Matthey – Guéroult, Tunmer, Allemane - L. Cardwell, R. Matthey, H. Cardwell, Biesel (l'équipe joue à dix) | Terrain du Stade roubaisien, Roubaix Spectateurs : Environ 2 000 Arbitrage : Jack Wood | Terrain du Stade roubaisien, Roubaix Spectateurs : Environ 2 000 Arbitrage : Jack Wood |

## Sources
- (en) Frédéric Pauron, « France 1892-1919 : 1902/03 », sur rsssf.com, 24 avril 2004 (consulté le 16 octobre 2009)
- Le Matin